# Super Mario Run
Super Mario Run — відеогра 2016 року, розроблена та видана компанією Nintendo для платформи iOS, а згодом і Android. Це перша мобільна гра Nintendo, яка є частиною однієї з найпопулярніших франшиз компанії.
У Super Mario Run гравець керує Маріо або іншими персонажами, які автоматично біжать по екрану, синхронізуючи стрибки, збираючи монети та ухиляючись від ворогів і небезпек. Як гра Super Mario, вона містить загальний сюжет, в якому Маріо повинен врятувати принцесу Піч, яку щойно захопив Боузер. Однак, гравець також повинен відбудувати Грибне Королівство, зруйноване Боузером. До створення гри долучився творець серії Шіґеру Міямото, а розробляла її переважно та ж команда, що створила гру New Super Mario Bros. для Nintendo DS, в якій використано багато схожих ігрових концепцій, адаптованих для зручності мобільних пристроїв. Перші три рівні Super Mario Run можна пройти безкоштовно, але розблокування решти гри вимагає одноразової оплати.
Super Mario Run отримала загалом позитивні відгуки критиків. Рецензенти загалом високо оцінили реграбельність гри та захопливий ігровий процес, хоча загальна критика була спрямована на її порівняно високу ціну на мобільному ринку, а також на те, що вона вимагає підключення до Інтернету. З 50 мільйонами завантажень вона стала найбільш завантажуваною мобільною грою за підсумками першого тижня. Станом на вересень 2018 року загальна кількість завантажень склала 300 мільйонів.

## Геймплей
Super Mario Run — це гра-платформер з використанням сайд-скроллінгу та авто-раннеру. Сюжет починається з того, що Маріо приймає запрошення принцеси Піч до її замку, але стає свідком того, як Боузер викрадає принцесу і знищує Грибне королівство, а Маріо повинен виправити його дії. Маріо автоматично бігає зліва направо і стрибає, щоб усунути невеликі прогалини або перешкоди. Гравець може керувати Маріо, торкаючись сенсорного екрану, щоб змусити його перестрибувати через більші перешкоди; чим довше торкатися екрану, тим вище він стрибає. Як і в інших іграх серії Super Mario, гравець повинен керувати Маріо, перестрибуючи через перешкоди, атакуючи ворогів і збираючи монети. Кінцева мета гравця — не тільки безпечно провести Маріо через рівень і дістатися до флагштока до закінчення часу, але й зібрати якомога більше монет. Окрім керування тим, коли і як високо він стрибає, існує прихована можливість, коли гравець проводить пальцем по екрану в напрямку, протилежному до Маріо, призупиняючи його стрибки під час спуску і злегка переміщуючи його в цьому напрямку. Стояння на блоках паузи призупиняє таймер і біг Маріо, а стояння на блоках, позначених стрілками, змінює напрямок його стрибка. Бульбашки — це колекційні предмети, які відсилають Маріо назад, дозволяючи гравцеві повторити частину рівня. Якщо бульбашка доступна, вона автоматично використовується для порятунку Маріо від неминучої смерті. В іншому випадку гравець може лише перезапустити рівень. Реіграбельність полягає в тому, щоб зібрати всі звичайні монети і знайти спеціальні монети на кожному рівні. Спочатку гравець повинен знайти п'ять рожевих монет, зібрати п'ять фіолетових монет і, нарешті, зібрати п'ять чорних монет, тому потрібно щонайменше три спроби, щоб зібрати всі монети в певному рівні.
Окрім основної гри, існує режим «Toad Rally», в якому гравці можуть змагатися з "«привидними» версіями попередньо записаних проходжень рівнів іншими гравцями. Доступ до Toad Rally вимагає від гравця використання Rally Ticket, який можна заробити, проходячи рівні в основному режимі гри, обмінюючи монети My Nintendo або виконуючи інші ігрові завдання. Граючи в обох режимах, гравець заробляє монети, які можна використовувати для купівлі предметів для створення та налаштування власного «Грибного королівства» в третьому ігровому режимі, схожому на відеогру FarmVille. Гравець може набирати або втрачати Тоадів, які населяють його «Грибне королівство», в « Toad Rallies». Гравець може розблокувати інших персонажів для гри в цих ігрових режимах, таких як Луїджі, Принцеса Піч, Тоад, Тоадетта та Йоші. Ці персонажі мають дещо інші ігрові можливості; використання різних персонажів не є обов'язковим для проходження будь-якого рівня, але вони дають гравцям інструменти для проходження рівнів з різними підходами.
З моменту запуску Nintendo випускала оновлення, які додавали нові функції та інші зміни. Наприклад, версія Toad Rally «Friendly Run» не потребує Rally Tickets, але в неї можна грати лише до п'яти разів на день, і за перемогу в ній не нараховуються монети. Режим легкої складності допомагає гравцям, які відчувають труднощі у проходженні рівнів Світового туру, надаючи їм необмежену кількість бульбашок і знімаючи обмеження за часом. Однак зібрані монети не враховуються під час гри в цьому режимі. Інше оновлення збільшило максимальну кількість Тоадів з 9,999 до 99,999, а також додало підтримку досягнень Game Center та Google Play Games. Пізніше оновлення додало дев'ять нових рівнів, траси, Принцесу Дейзі як ігрового персонажа та будівлі, які можна розблокувати, виконавши різні цілі та завдання. Рівні мають такі теми, як «ліс, корабель, наповнений монетами, і ціла армада дирижаблів», а новий ігровий режим під назвою «Remix 10» пропонує гравцям пройти десять дуже коротких рівнів у випадковому порядку, кожен з яких займає «лише кілька секунд».

## Розробка
Гра була розроблена спільно компаніями Nintendo та DeNA. Такаші Тезука виступив дизайнером гри, а Шіґеру Міямото — продюсером. Це була перша гра, в розробці якої Міямото брав безпосередню участь після Super Mario Galaxy 2007 року. Nintendo залучила ту саму основну команду розробників, яка створила New Super Mario Bros. і Super Mario Run має схожий 2.5D-графічний стиль з попередньою грою. Три режими гри розроблялися паралельно окремими групами всередині команди розробників. Гру було створено за допомогою рушія Unity. Незадовго до релізу Реджі Філс-Еме з Nintendo заявив, що гра не вийде на Nintendo Switch через іншу архітектуру системи розробки.
Nintendo вагалася щодо розробки ігор для мобільного ігрового ринку з моменту його зародження на початку 2010-х років, оскільки компанія дуже обережно ставилася до персонажів своїх франшиз і хотіла, щоб вони з'являлися лише в іграх для свого ігрового «заліза». У той час президент Nintendo Сатору Івата вважав, що, розробляючи мобільні ігри, вони «перестануть бути Nintendo» і втратять свою ідентичність. У 2014 році компанія визнала, що зростання мобільного ринку впливає на її фінансові показники: продажі апаратного та програмного забезпечення значно скоротилися, а фінансовий рік завершився збитками у розмірі 240 мільйонів доларів США. Наступного року погляди Івати суттєво змінилися, і він уклав партнерство з мобільним розробником DeNA, щоб почати виводити бренди Nintendo на мобільні пристрої, включаючи п'ять запланованих ігор Nintendo. Першою з них стала гра Miitomo, заснована на аватарах Mii, що використовуються в програмному забезпеченні консолі Nintendo. Окремо Nintendo співпрацювала з Niantic та The Pokémon Company над випуском гри Pokémon Go.
Концепція гри виникла з ідей нових ігор про Маріо на Wii, в тому числі такої, де гравцеві потрібно було б керувати Маріо в такт музиці. Ця концепція отримала подальший розвиток у грі New Super Mario Bros., але привела до ідеї гри з простим керуванням. Nintendo також була натхненна спідраннерами і помітила, що ці гравці, змагаючись у різних іграх про Маріо, ніколи не відпускають кнопку керування вперед, фактично змушуючи Маріо весь час бігти, і подумала, як дати можливість усім гравцям отримати такий досвід. Аналогічно, вони помітили, що спідранери вправні у виконанні певних типів складних стрибків, які дозволяли швидко завершувати забіги; Nintendo включила спеціальні блоки, з якими гравці стикалися в Super Mario Run, щоб легко виконувати подібні стрибки, щоб, за словами Міямото, «дати можливість навіть гравцям-початківцям відчути смак більш досвідченого стилю гри в Маріо». Гра була розроблена для гри на мобільних пристроях у вертикальній орієнтації. Це дало розробникам більше ігрових ідей, щоб розтягнути вертикальний простір гри, а також підкреслити простоту управління грою.
Super Mario Run — це друга мобільна гра в рамках партнерства з DeNA і перша мобільна гра Nintendo, яка використовує одну з їхніх вже існуючих інтелектуальних цінностей. Міямото пояснив, що деякі з їхніх ігрових франшиз стають дедалі складнішими з кожною частиною, що ускладнює залучення нових гравців, і що компанія вважає, що може використовувати мобільні ігри зі спрощеним управлінням не лише для того, щоб націлити їх на найширшу аудиторію, але й для того, щоб залучити їх до своїх консолей, повторно представивши ці властивості. Хоча вони могли б перенести свої існуючі ігри на мобільні пристрої, створивши віртуальні контролери на сенсорному екрані, Міямото вважав, що це було б не так «цікаво», натомість вони «більше зацікавлені в тому, як ми можемо творчо підійти до гри Mario і розробити її для iPhone таким чином, щоб скористатися перевагами цього пристрою, а також унікальності введення і можливостей, які має цей пристрій».

## Реліз та оновлення
Гра була анонсована Міямото 7 вересня 2016 року на щорічному заході Apple, присвяченому iPhone. Спочатку гра вийшла 10 мовами у 150 країнах світу. Super Mario Run вийшла на пристроях iOS 15 грудня 2016 року, а на пристроях Android — 22 березня 2017 року. У версії для iOS гра працює як на iPhone, так і на iPad. Використовуючи модель freemium, Nintendo не вимагала від гравців продовжувати платити за доступ до нових рівнів, натомість запропонувала гру у вигляді безкоштовної демо-версії з розблокованими першими трьома рівнями і одноразовою оплатою за розблокування решти рівнів гри. Частково така схема ціноутворення була прийнята для того, щоб зробити її прозорою для батьків, які, можливо, купують гру для своїх дітей, щоб вони не несли додаткових витрат. Побоюючись піратства, Nintendo додала постійний DRM, який вимагає від гравців постійного підключення до Інтернету для гри. Видання Polygon припускає, що Nintendo вирішила розробити гру спочатку для платформи iOS, оскільки вона має сильніші можливості для захисту та стабільнішу екосистему порівняно з Android.
З моменту створення Super Mario Run виходили оновлення, які здебільшого розширювали підтримку акаунтів Nintendo або додавали чи змінювали ігровий контент. Оновлення, випущене в січні 2017 року, запровадило «Легкий режим», зменшило кількість Тоадів, втрачених у Toad Rally, і додало підтримку корейської мови. Того ж дня гра була запущена в Південній Кореї. Оновлення у квітні 2017 року дозволило гравцям використовувати Miitomo через свій обліковий запис Nintendo, щоб додавати друзів, які вже зареєстровані в обліковому записі Nintendo, а також налаштовувати свої іконки Mii, в тому числі використовувати будь-які образи, якими вони володіють. Значне оновлення у вересні того ж року додало нові рівні та ігровий режим Remix 10.

## Відгуки
| Агрегатор  | Оцінка |
| ---------- | ------ |
| Metacritic | 76/100 |

| Видання                   | Оцінка       |
| ------------------------- | ------------ |
| 4Players                  | 60/100       |
| Destructoid               | 6/10         |
| Edge                      | 7/10         |
| Electronic Gaming Monthly | 6/10         |
| Eurogamer                 | Рекомендують |
| Game Informer             | 7/10         |
| GameSpot                  | 7/10         |
| GamesRadar+               | [ 54 ]       |
| GamesTM                   | 6/10         |
| IGN                       | 8/10         |
| Nintendo Life             | [ 57 ]       |
| Nintendo World Report     | 7.5/10       |
| Pocket Gamer              | [ 59 ]       |
| Polygon                   | 7/10         |
| TouchArcade               | [ 61 ]       |
| USgamer                   | 4/5          |

Після релізу Super Mario Run отримала «загалом позитивні відгуки» від критиків, отримавши загальну оцінку 76/100 на Metacritic. Glixel заявив, що хоча гра була «оманливо простою», щоб досягти кінця рівня, було «по-справжньому приємно грати над справжнім наповненням гри». IGN погодився з ним, зазначивши, що гра затягує і має високу реіграбельність завдяки додатковим завданням зі збору монет, похваливши гру за успішну передачу шарму Super Mario, але розкритикувавши її за брак оригінальності в ігрових ідеях, які зазвичай з'являються в нових частинах серії.
Хоча гра отримала позитивні відгуки від видань, гравці гри були більш критичними. BBC зазначає, що користувацький рейтинг гри в App Store після трьох днів після релізу становив 2,5 зірки з 5, причому найпоширеніші скарги стосувалися необхідності постійного інтернет-з'єднання і фіксованої ціни в 10 доларів США порівняно з аналогічними іграми в магазині. Режим «Toad Rally» став причиною розбіжностей серед гравців, оскільки одні хвалили цей режим, а інші висловлювали занепокоєння, що його конкурентні можливості завадять гравцям без високого рівня майстерності розвивати своє Грибне Королівство, а також, що система входу за допомогою Rally Ticket видається непотрібною для гри без мікротранзакцій.
Галузевий аналітик Майкл Пахтер припустив, що низькі оцінки користувачів відображають нетрадиційний підхід до монетизації за допомогою єдиної точки покупки, і що мобільні геймери більш схильні до безкоштовних ігор, які надають більшу кількість безкоштовного контенту до того, як для продовження гри потрібно буде здійснювати мікротранзакції. GamesIndustry.biz погодився з цим, зазначивши, що мобільні геймери дуже критично ставляться до ігор з «жорсткою» системою оплати, які вимагають здійснення покупок у додатку для продовження гри, а останні кілька років безкоштовних мобільних ігор призвели до того, що споживачі не бажають платити за мобільні ігри, і Nintendo доведеться боротися з цим фактором для своїх майбутніх додатків. Ґрунтуючись на негативних відгуках гравців, Polygon вважає, що Nintendo зберегла в Super Mario Run надто багато власних практик для своїх консолей та портативних пристроїв, таких як використання системи Friend Code та відсутність запланованих розширень, а також відмовилася від типових практик мобільних ігор, і вважає, що Nintendo мала б краще адаптувати гру до очікувань мобільних геймерів. Відповідаючи на скарги гравців, Міямото визнав, що Nintendo припустилася помилки з ціною гри. На церемонії The Game Awards 2017 гра була номінована в категорії «Найкраща мобільна гра».

### Коммерція
Невдовзі після анонсу гри акції Nintendo злетіли до рівня, якого вони досягли після випуску та успіху Pokémon Go на початку 2016 року. Фінансові аналітики визнали, що Super Mario Run буде більш значущою для Nintendo, ніж Pokémon Go; тоді як дохід від Pokémon Go має бути розділений між Niantic та The Pokémon Company, майже весь дохід від Super Mario Run буде надходити безпосередньо до Nintendo, оскільки це гра власної розробки. Після того, як у листопаді було оголошено дату виходу Super Mario Run, акції Nintendo зросли на 2,8 %. Незадовго до релізу Nintendo представила гру публіці під час одного з епізодів «Вечірнього шоу з Джиммі Феллоном» за участю президента Nintendo of America Реджі Філс-Еме.
Сервіс відстеження додатків Apptopia повідомив, що Super Mario Run завантажили 2,85 мільйона разів у день релізу для iOS, а його валовий дохід склав понад 5 мільйонів доларів США. За перші чотири дні гра отримала 40 мільйонів завантажень, перевершивши Pokémon Go як найбільш завантажувану мобільну гру за перший тиждень після релізу, кількість завантажень якої за тиждень склала понад 50 мільйонів. За оцінками App Annie, близько одного мільйона з цих завантажень призвели до того, що користувач заплатив за гру, причому 55 відсотків з них були зі Сполучених Штатів, заробивши 14 мільйонів доларів від продажів. Версія Super Mario Run для iOS стала десятим найбільш завантажуваним додатком у 2016 році та найбільш завантажуваною безкоштовною грою у 2017 році. Згідно зі звітом компанії за 2016 фінансовий рік, який закінчився 31 березня 2017 року, загальна кількість завантажень Super Mario Run на iOS та Android наближалася до 150 мільйонів, а через шість місяців зросла до 200 мільйонів.
Незважаючи на ці цифри, гра не досягла деяких очікуваних показників, особливо в Японії. У понеділок, після виходу гри на iOS, ціна акцій Nintendo та DeNA впала на понад сім відсотків через її погане сприйняття на ринку. Станом на 26 грудня Super Mario Run вже не була найкасовішим додатком у жодній країні, хоча й залишалася однією з найбільш завантажуваних у 63 країнах. Акції Nintendo впали на понад 18 відсотків протягом перших двох тижнів після релізу. Протягом трьох тижнів компанія Newzoo, що займається аналізом ринку, підрахувала, що додаток було завантажено понад 90 мільйонів разів, а приблизно три відсотки користувачів, які придбали повну версію гри, принесли близько 30 мільйонів доларів доходу. Ден Галлахер з Wall Street Journal заявив, що такий показник конверсії свідчить про складність переконання мобільних геймерів купувати контент. Пізніше Nintendo повідомила про 78 мільйонів завантажень, з яких понад п'ять відсотків заплатили за повну версію гри, до січня 2017 року у звіті про прибутки за фінансовий рік. Це принесло 6 мільярдів єн (53 мільйони доларів) доходу від гри. На той час було продано 4 мільйони платних завантажень гри.
Nintendo очікувала, що отримає 10-відсоткову конверсію завантажених додатків у повноцінні покупки, і в лютому 2017 року зазначила, що на двадцять країн припадає 90 відсотків доходів від гри, і що в цих країнах вони наближаються до 10-відсоткового показника конверсії. Однак президент Nintendo Тацумі Кімішіма був розчарований наступного місяця, коли доходи від версії для iOS не виправдали очікувань компанії. Наступна мобільна гра Nintendo, Fire Emblem Heroes, що вийшла через два місяці після Super Mario Run і в якій використовувався підхід до оплати за принципом freemium, мала лише 10 відсотків завантажень від попередньої гри, проте перевершила її за загальним доходом до кінця 2016 фінансового року. Кімішіма сказав, що Nintendo винесла кілька уроків з розробки та випуску мобільних ігор з Super Mario Run. Кімішіма сказав, що «ми чесно віддаємо перевагу моделі Super Mario Run», хоча під час сесії запитань і відповідей для інвесторів у червні 2017 року він сказав, що «в майбутньому ми розглянемо не тільки єдину встановлену ціну, але й інші методи, які включають ширший спектр можливостей, які дозволять грати якомога більшій кількості споживачів», що свідчить про те, що мобільна стратегія Nintendo може відійти від моделі одноразової оплати.
За кілька днів після виходу гри в App Store журналісти помітили низку неофіційних клонів відеоігор, які з'явилися в магазині Google Play, що, на їхню думку, було спричинено відсутністю на той час Android-версії Super Mario Run і дозволило розробникам скористатися перевагами необізнаних споживачів. Принаймні в одному випадку клон для Android містив шкідливе програмне забезпечення, призначене для збору конфіденційної інформації з пристрою гравця. Super Mario Run стала найбільш завантажуваною грою для пристроїв Android у 2017 році.
Станом на липень 2018 року, за оцінками Sensor Tower, Super Mario Run принесла загалом 60 мільйонів доларів США. Станом на вересень 2018 року гру було завантажено та встановлено на близько 300 мільйонів пристроїв по всьому світу, в тому числі на 10 відсотків в Японії.

## Читайте також
- Sonic Runners